# 1263 Varsavia
Varsavia (asteróide 1263) é um asteróide da cintura principal com um diâmetro de 49,29 quilómetros, a 2,1597794 UA. Possui uma excentricidade de 0,1897006 e um período orbital de 1 589,42 dias (4,35 anos).
Varsavia tem uma velocidade orbital média de 18,24361175 km/s e uma inclinação de 29,22928º.
Esse asteróide foi descoberto em 23 de Março de 1933 por Sylvain Arend.